# Zona metropolitana de Coatzacoalcos
La zona metropolitana de Coatzacoalcos es el área metropolitana formada por la ciudad y puerto mexicano de Coatzacoalcos, su municipio homónimo, y dos municipios más del estado de Veracruz de Ignacio de la Llave. De acuerdo a los resultados del Censo de Población y Vivienda 2020 realizado por el INEGI, la Zona Metropolitana de Coatzacoalcos contó hasta ese año con 355,738 habitantes, lo que la convirtió en la Quincuagésima más poblada de México, y en la sexta más poblada del estado de Veracruz de Ignacio de la Llave.

## Municipios integrantes
| Código INEGI | Municipio             | Población (2020) | Superficie (km²) |
| ------------ | --------------------- | ---------------- | ---------------- |
| 30039        | Coatzacoalcos         | 310 698          | 311.9            |
| 30082        | Ixhuatlán del Sureste | 15 831           | 156.7            |
| 30206        | Nanchital             | 29 209           | 28.3             |
| Total        | Total                 | 355 738          | 496.9            |